# Walter Römhild
Johannes Hermann Walter Römhild (* 26. November 1876 in Breslau; † 26. Juni 1944 in Berlin) war ein deutscher Verwaltungsjurist und Ministerialbeamter in Preußen. 

## Leben
Römhild studierte an der Schlesischen Friedrich Wilhelms-Universität Rechtswissenschaft. 1895 wurde er im Corps Borussia Breslau aktiv. Die juristische Ausbildung in Preußens Rechtspflege begann er 1898 als Gerichtsreferendar. Zunächst Regierungsassessor bei der Regierung in Danzig, wurde er 1910 kommissarisch und 1911 endgültig zum Landrat im Kreis Karthaus, Provinz Westpreußen, ernannt. Als Nachfolger von Ernst Bail wurde er 1914 zum Ministerialdirektor im Preußischen Ministerium für Handel und Gewerbe ernannt. Er wirkte zudem als Treuhänder der Preußischen Landespfandbriefanstalt.
Römhild starb 1944 im Franziskus-Krankenhaus in Berlin an Lungenkrebs. Zuletzt lebte er an der Reichsstraße 2 im Westend.